# Zelotes dentatidens
Zelotes dentatidens este o specie de păianjeni din genul Zelotes, familia Gnaphosidae, descrisă de Simon, 1914. Conform Catalogue of Life specia Zelotes dentatidens nu are subspecii cunoscute.